# نورا اونور
نورا اونور (انگلیسی: Nora Aunor؛ زادهٔ ۲۱ مهٔ ۱۹۵۳) هنرپیشه، خواننده و تهیه‌کننده سینمای اهل فیلیپین است که از سال ۱۹۶۷ میلادی تاکنون مشغول فعالیت بوده‌است. او به عنوان ابرستارهٔ سینمای فیلیپین و هنرمند ملی این کشور شناخته می‌شود. از نقش‌آفرینی‌هایش می‌توان بازی در فیلم دام را نام برد.